# Almenara de Tormes (kommunhuvudort)
Almenara de Tormes är en kommunhuvudort i Spanien. Den ligger i provinsen Provincia de Salamanca och regionen Kastilien och Leon, i den centrala delen av landet, 190 km väster om huvudstaden Madrid. Almenara de Tormes ligger 782 meter över havet och antalet invånare är 260.
Terrängen runt Almenara de Tormes är platt. Runt Almenara de Tormes är det glesbefolkat, med 17 invånare per kvadratkilometer. Närmaste större samhälle är Salamanca, 17,0 km sydost om Almenara de Tormes. Trakten runt Almenara de Tormes består till största delen av jordbruksmark.